# Поверљиве приче
Поверљиве приче (енгл. „Something to Talk About“) је америчка романтична филмска комедија из 1995. године. Кира Сеџвик је за улогу Еме Реј Кинг била номинована за Златни глобус за најбољу споредну глумицу. Продуцент филма је била Голди Хон.

## Радња
Живот главне јунакиње Грејс иде мање-више добро док не открије да је њен супруг Еди вара. Након јавног обрачуна са Едијем и његовом љубавницом, Грејс води њихову ћерку и враћа се кући на фарму својих родитеља да се ресетује. На њено изненађење и ужас, сви око ње су заглибљени у старомодне идеале и верују да треба да опрости и заборави Едијеву издају. Њена сестра Ема Реј такође је веома љута на Едија и не жели да Грејс зажмури на неверство и врати се свом мужу. Грејсин отац осећа да цела прича одвлачи његову пажњу са предстојећег такмичења у препонама, али он и Грејсина мајка, Џорџија, суочавају се са сопственим проблемима верности.

## Улоге
| Глумац         | Улога        |
| -------------- | ------------ |
| Џулија Робертс | Грејс Кинг   |
| Денис Квејд    | Еди          |
| Роберт Дувал   | Вили Кинг    |
| Кира Сеџвик    | Ема Реј Кинг |
| Џина Роуландс  | Џорџија Кинг |